# 헌법 경제학
헌법 경제학(Constitutional economics)은 "경제 및 정치 대리인의 선택과 활동을 제한하는 법적 제도적 헌법적 규칙의 대안 세트"의 선택을 설명하는 경제학 및 입헌주의의 연구 프로그램이다. 이것은 "헌법의 경제적 분석"의 정의를 넘어 정통 경제학의 주제인 그러한 규칙 내에서 경제적 및 정치적 대리인의 선택을 설명하는 것과 구별된다. 대신, 입헌 경제학은 시장성 있는 상품과 서비스의 분배 역학의 기능으로서의 경제적 관계에 대한 분석을 제한하는 것과는 대조적으로 정치적 경제적 결정의 영향을 고려한다.
헌법 경제학은 제임스 M. 뷰캐넌의 작업에 의해 개척되었다. 그는 “규범적 조언을 제공하고자 하는 정치경제학자는 필연적으로 정치적 결정이 내려지는 과정이나 구조에 집중해야 한다. 기존 헌법, 구조 또는 규칙은 비판적 연구의 대상이다"라고 논했다.
헌법 경제학은 경제학의 도구를 헌법 문제에 적용하기 위한 실천적 접근으로 특징지어진다. 예를 들어, 모든 국가의 주요 관심사는 사용 가능한 국가 경제 및 재정 자원의 적절한 할당이다. 이 문제에 대한 법적 해결책은 헌법 경제학의 범위에 속한다. 또 다른 예는 "효과적인 경제적 결정이 기존 헌법적 틀과 그 틀에 의해 만들어지는 한계 또는 유리한 조건과의 양립가능성"을 연구하는 것이다.
헌법 경제학은 애덤 스미스의 비전의 특징인 개량주의적 태도에서 상당한 영감을 얻었다.
실증적인 헌법 경제학 내에서 도구 또는 방법은 프로그램의 학제 간 특성 때문에 일반적인 경제 도구와 다르다. 실증적 헌법 경제학의 주요 도구는 네 가지 주요 요소가 있는 "비교 제도 분석"이다.
1. 첫 번째 요소는 특정 헌법 규칙이 어떻게 생겨났는지, 그리고 개별 입력을 종합한 결과 규칙을 개발하게 된 요인을 조사한다.
2. 두 번째 요소는 규칙이 개별 요인과 집단 요인을 구별하는 방법을 살펴본다.
3. 세 번째 요소는 추가 헌법(또는 규칙) 변경 가능성이다. 헌법상의 제약 또는 제약 규칙에 대한 제안된 변경은 효율성과 형평성에 미치는 영향에 대해 경제적 조사를 받다.
4. 긍정적인 헌법 경제학의 네 번째 요소는 규칙에 대한 개발 또는 수정된 변경의 경제적 효과를 조사한다.

규범적 헌법 경제학은 국가와 국가의 행위를 최대의 효율성과 효용을 위한 최선의 수단으로 정당화하고, 효율적인 조건이나 규칙을 판단하며, 집단 선택의 결과가 "공정한" 것으로 간주되는 효율성을 극대화하기 위해 정치 시스템을 식별하고 연구하는 데 중점을 둔다.

## 같이 보기
- 입헌주의
- 헌제성 법률
- 제도경제학
- 제임스 M. 뷰캐넌
- 법경제학
- 신제도경제학
- 법치주의
- 복지국가